# CD Logroñés
Club Deportivo Logroñés – istniejący w latach 1940–2009 hiszpański klub piłkarski, mający siedzibę w mieście Logroño leżącym w La Rioja.

## Historia
Klub został założony 30 maja 1940. W swojej historii dziewięciokrotnie występował w Primera División, ostatni raz w sezonie 1996/1997. Najwyższe miejsce w historii występów w ekstraklasie to miejsce 7. w sezonie 1989/1990. Z powodu problemów finansowych, w 2009 roku klub wycofał się z rozgrywek Tercera División. Doczekał się następców w postaci UD Logroñés i SD Logroñés.
Swoje mecze CD Logroñés rozgrywał na stadionie Nuevo Las Gaunas, mogącym pomieścić 16 tysięcy widzów. Kolory klubu to czerwień, biel i czerń.

## Sezony
- 2004/2005: Tercera División 3. miejsce
- 2005/2006: Tercera División 2. miejsce
- 2006/2007: Segunda División B 14. miejsce
- 2007/2008: Segunda División B 13. miejsce
- 2007/2008: Segunda División B 13. miejsce[3]
- 2008/2009: Tercera División nieukończono

- 9 sezonów w Primera División
- 18 sezonów w Segunda División
- 11 sezonów w Segunda División B
- 29 sezonów w Tercera División

## Reprezentanci kraju grający w klubie
| - Luis Islas - Oscar Ruggeri - Toni Polster - Cléber - Marcelo Vega - Marcos Alonso - Cristóbal - Salva García - Guillermo Gorostiza - Iván Campo - Javi Navarro - José Ignacio - Julen Lopetegui - José Manuel Ochotorena - Enrique Romero - Manuel Sarabia |  | - Quique Setién - Voro - Porfirio Betancourt - Francisco Javier Cruz - Boban Babunski - Grzegorz Lewandowski - Oleg Salenko - Silviu Lung - Antonio Alzamendi - Ricardo Canals - Nelson Gutiérrez - Hugo de León - Rubén da Silva - Rubén Sosa - Marcos Tejera |